# افرای درشت‌برگ

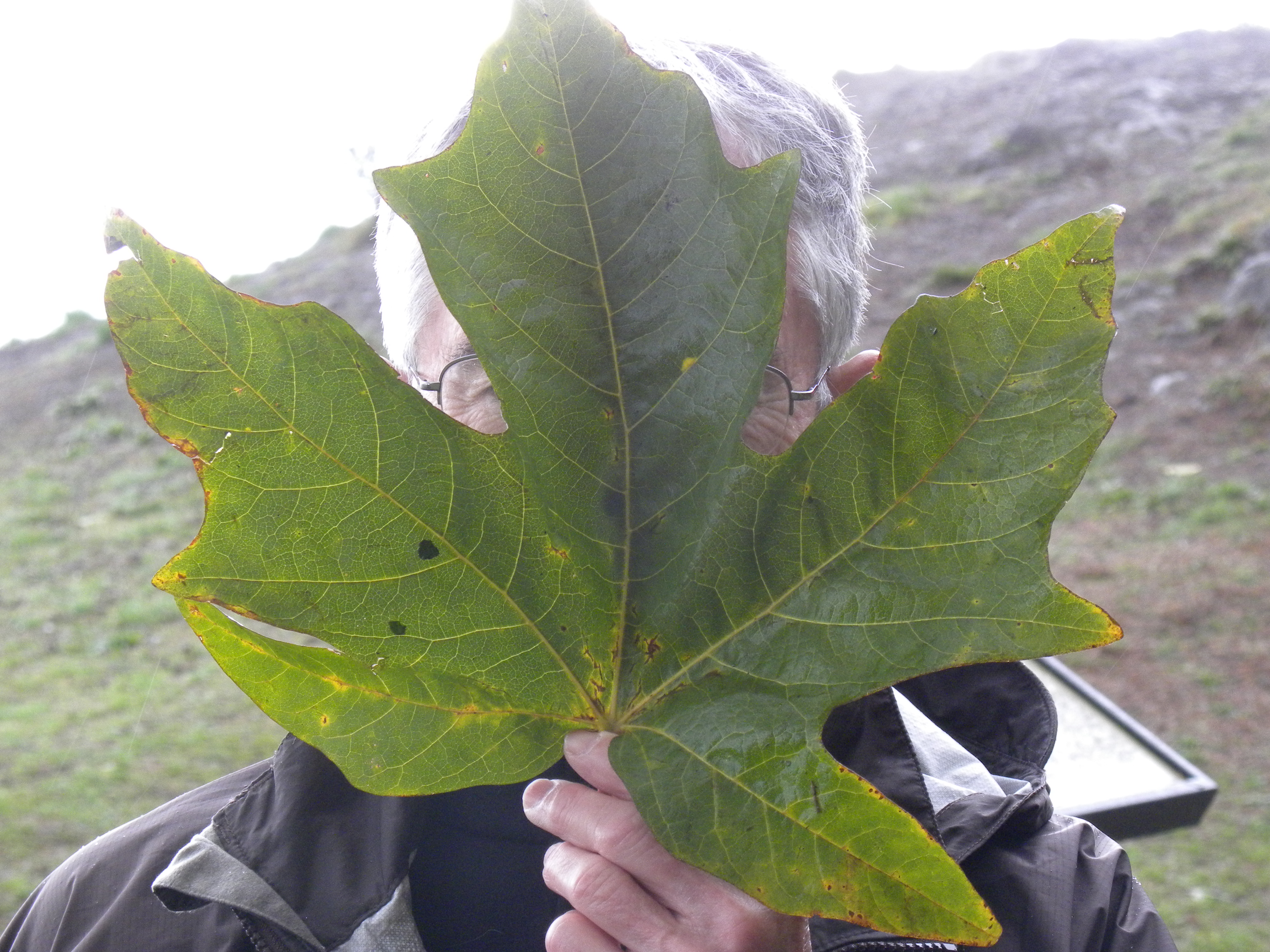
برگ بزرگ Acer macrophyllum - ایسر ماکروفیلوم در ایالت واشنگتن

افرای درشت‌برگ(نام علمی: Acer macrophyllum) نام یک گونه از سرده افرا است.

## توضیحات
افرای برگ بزرگ می تواند تا ۴۸ متر (۱۵۸ فوت) قد رشد کند،   اما معمولاً به ۱۵–۲۰ متر (۵۰–۶۵ فوت) می رسد. قد و ۹۰–۱۲۰ سانتیمتر (۳۵–۴۷ اینچ) .  قهرمان ملی فعلی این گونه برای اندازه در شهرستان لین، اورگان واقع شده است. ۳۶ متر (۱۱۹ فوت) است بلند با تاج ۲۸ متر (۹۱ فوت) ، با قطر متوسط در ارتفاع سینه (dbh) حدود ۳٫۷ متر (۱۲ فوت) .  قهرمان ملی قبلی در ماریون، اورگان واقع شده است و ۲۷ متر (۸۸ فوت) دارد بلند با تاج ۳۲ متر (۱۰۴ فوت) ، با میانگین دسی بل در حدود ۲٫۵ متر (۸ فوت) . پوست آن قهوه‌ای خاکستری است که با افزایش سن تیره می‌شود و برجستگی‌هایی در آن ایجاد می‌شود. 
افرا برگ بزرگ دارای بزرگترین برگ های افرا است، معمولاً ۱۵–۳۰ سانتیمتر (۶–۱۲ اینچ) عرض با پنج لوب کف دست عمیقا برش خورده، که بزرگترین آنها تا ۶۱ سانتیمتر (۲۴ اینچ) است .   ساقه ها ۱۵–۳۰ سانتیمتر (۶–۱۲ اینچ) هستند طولانی و حاوی شیره شیری است.  در پاییز، برگ ها طلایی و زرد می شوند و در مقابل پس زمینه درختان مخروطی همیشه سبز متضاد هستند. در بهار، این درخت در شاخه های آویز ۱۰–۱۵ سانتیمتر (۴–۶ اینچ) گل تولید می کند بلند، زرد مایل به سبز با گلبرگ های نامحسوس. هرمافرودیت است و در هر نژاد گلهای نر و ماده دارد. گلها در اوایل بهار، قبل از برگها ظاهر می شوند.  میوه یک سامارای بالدار جفتی است که هر دانه آن را تشکیل می دهد۱–۱٫۵ سانتیمتر (۳⁄۸–۵⁄۸ اینچ)    در قطر با a۴–۵ سانتیمتر (۱ ۵⁄۸–۲ اینچ)   بال.    افرا برگ بزرگ در حدود ده سالگی شروع به دانه دهی می کند. 
افرای برگ بزرگ می تواند تا ۴۸ متر (۱۵۸ فوت) قد رشد کند،   اما معمولاً به ۱۵–۲۰ متر (۵۰–۶۵ فوت) می رسد. قد و ۹۰–۱۲۰ سانتیمتر (۳۵–۴۷ اینچ) .  قهرمان ملی فعلی این گونه برای اندازه در شهرستان لین، اورگان واقع شده است. ۳۶ متر (۱۱۹ فوت) است بلند با تاج ۲۸ متر (۹۱ فوت) ، با قطر متوسط در ارتفاع سینه (dbh) حدود ۳٫۷ متر (۱۲ فوت) .  قهرمان ملی قبلی در ماریون، اورگان واقع شده است و ۲۷ متر (۸۸ فوت) دارد بلند با تاج ۳۲ متر (۱۰۴ فوت) ، با میانگین دسی بل در حدود ۲٫۵ متر (۸ فوت) . پوست آن قهوه‌ای خاکستری است که با افزایش سن تیره می‌شود و برجستگی‌هایی در آن ایجاد می‌شود. 
افرا برگ بزرگ دارای بزرگترین برگ های افرا است، معمولاً ۱۵–۳۰ سانتیمتر (۶–۱۲ اینچ) عرض با پنج لوب کف دست عمیقا برش خورده، که بزرگترین آنها تا ۶۱ سانتیمتر (۲۴ اینچ) است .   ساقه ها ۱۵–۳۰ سانتیمتر (۶–۱۲ اینچ) هستند طولانی و حاوی شیره شیری است.  در پاییز، برگ ها طلایی و زرد می شوند و در مقابل پس زمینه درختان مخروطی همیشه سبز متضاد هستند. در بهار، این درخت در شاخه های آویز ۱۰–۱۵ سانتیمتر (۴–۶ اینچ) گل تولید می کند بلند، زرد مایل به سبز با گلبرگ های نامحسوس. هرمافرودیت است و در هر نژاد گلهای نر و ماده دارد. گلها در اوایل بهار، قبل از برگها ظاهر می شوند.  میوه یک سامارای بالدار جفتی است که هر دانه آن را تشکیل می دهد۱–۱٫۵ سانتیمتر (۳⁄۸–۵⁄۸ اینچ)    در قطر با a۴–۵ سانتیمتر (۱ ۵⁄۸–۲ اینچ)   بال.    افرا برگ بزرگ در حدود ده سالگی شروع به دانه دهی می کند. 
بزرگترین برگ افرای غیررسمی جهان در حدود سال ۱۹۹۰ در دریاچه شاونیگان، جزیره ونکوور، بریتیش کلمبیا، کانادا پیدا شد - اندازه ۶۳.۴ سانتی‌متر عرض در ۵۲.۳ سانتی متر طول (بدون ساقه).
در ماه مه ۲۰۱۸، قدیمی ترین دو افرای اورگان در اروپا، با ۱۷۵ سال سن، از کالج ترینیتی دوبلین (TCD)، ایرلند حذف شدند. اولی دارای فضای داخلی بود که شروع به پوسیدگی می کرد و پس از هوای بد باد سقوط کرد. دومی نیز که آلوده بود، با همان سرنوشتی که انتظار می رفت قطع شد. هر دو در منطقه علفزار مجاور بودند که در ابتدا قبرستان All Hallows بود و اکنون میدان جلوی TCD است. 

### شیمی
برگ ها، شکوفه ها و دانه های افتاده با پتاسیم ، کلسیم و سایر مواد مغذی غلیظ می شوند. 

### پراکندگی و زیستگاه
افرای برگ بزرگ بیشتر در نزدیکی سواحل اقیانوس آرام آمریکای شمالی، در غرب محدوده‌های ساحلی بریتیش کلمبیا و محدوده آبشار ، از جنوبی‌ترین آلاسکا تا جنوب کالیفرنیا دیده می‌شود. برخی از توده ها نیز در داخل کوهپایه های سیرا نوادا در کالیفرنیای مرکزی یافت می شوند و جمعیت کوچکی در مرکز آیداهو وجود دارد.   
معمولاً از سطح دریا تا ارتفاعات ۴۵۰ متر (۱٬۴۸۰ فوت) رشد می کند و به طور استثنایی ۱٬۲۰۰ متر (۳٬۹۰۰ فوت) .  می‌تواند روی خاک‌های مرطوب در مجاورت نهرها توده‌های خالص ایجاد کند، اما عموماً در جنگل‌های چوب سخت ساحلی یا پراکنده (زیر یا درون)، سایبان‌های نسبتاً باز مخروطی‌ها، همیشه سبز مخلوط یا بلوط ( Quercus spp.) یافت می‌شود   در گونه‌های معتدل خنک و مرطوب، یکی از گونه‌های چوبی مخلوط می‌شوند.  اگرچه در شمال جزیره ونکوور بسیار نادر است، اما در پرنس روپرت ،  نزدیک کچیکان و در جونو کشت می شود. 

### اکولوژی
این درخت می‌تواند در طیف وسیعی از زیستگاه‌ها زندگی کند، اما در جنگل‌های چوب سخت با هیدراته نسبتاً خوبی رشد می‌کند که با توسکا قرمز ، چوب پنبه سیاه و بید دیده می‌شود. نسبتاً در برابر سایه مقاوم است، اما نه به اندازه افرا ، و از مزاحمت ها سود می برد.  به دلیل پوست نازک آن در برابر آتش مقاوم نیست، اما درختان بزرگ با پوست ضخیم ممکن است در آتش های متوسط جان سالم به در ببرند. همراه با توسکا قرمز، افرای برگ بزرگ غالباً بر جانشینی اولیه پس از آتش سوزی در جنگل های صنوبر داگلاس غالب است و آتش می تواند حضور جنگلی آن را افزایش دهد.  از قلمه ها و کنده ها با هر اندازه ای به شکلی پربار پخش و رشد می کند. 
حشرات گل های درخت را بارور می کنند.  میوه‌های بالدار را سنجاب‌ها می‌خورند و در زمستان توسط گروسبیک‌ها می‌خورند.  مشاهده شده است که موش های آهو در بهار در سیرا نوادا دانه های افرا را مصرف می کنند. شاخ و برگ ها توسط حیواناتی مانند آهوی دم سیاه ، آهو قاطر ، گوزن و اسب، و همچنین توسط بیش از حد کوهی و جوندگان دیگر جستجو می شود.   مطالعه ای در اورگان غربی نشان داد که ٪۶۰ از نهال های افرا برگ بزرگ بالای ۲۵ سانتیمتر (۱۰ اینچ) قد بلند توسط آهوها چندین بار مرور شده بود. 
افرای برگ بزرگ به عنوان زیستگاه توسط جغد میله ای ترجیح داده می شود، گونه ای مهاجم به زیستگاه محدوده ساحلی، و حضور درخت ارتباط مثبتی با مگس گیران هاموند دارد. 
در قسمت‌های مرطوب‌تر محدوده آن، مانند پارک ملی المپیک و جنگل‌های پست در اطراف پوگت ساوند (Puget Sound)، پوست پوست اغلب با اپی‌فیت‌هایی مانند خزه‌های کلاب و سرخس شیرین بیان پوشیده شده است .  درختان مسن از پوسیدگی قلب رنج می برند. 

### ارقام
ارقام گیاهانی هستند که برای ویژگی‌های خاصی که برای عموم مردم جذاب و/یا قابل تجاری‌سازی تلقی می‌شوند، تهیه شده و/یا پرورش داده می‌شوند. با توجه به این فرصت، ارقام تقریباً جهانی با همتایان بومی خود تلاقی خواهند کرد، که خطر آلودگی به ذخایر ژنتیکی محلی را به همراه دارد که شناسایی آن می تواند چالش برانگیز باشد. نمونه هایی از ارقام عبارتند از:
- 'موکا رز' - Mocha Rose" - شاخ و برگ در سایه های مختلف صورتی در طول فصل رشد. گل های قرمز [۴۱]
- 'سانتیام برف' - Santiam Snows' - برگهای سبز رنگ با رنگ سفید [۴۲]
- 'سیاتل سنتینل' - Seattle Sentinel" - عادت گیاهی راست و ستونی [۴۳]

### استفاده
بومیان آمریکا جوانه ها را از دانه ها برای مصرف پرورش می دادند، از پوست داخلی آن سبد می بافتند و از برگ ها برای پوشاندن غذا در چاله های پخت و پز استفاده می کردند. آنها همچنین چوب را در ظروف، ظروف و پاروهای قایق رانی تراشیدند.  
شربت افرا از شیره درختان افرا درست می شود.  در حالی که غلظت قند تقریباً مشابه افرای قندی (افرا قند) است، طعم آن تا حدودی متفاوت است. علاقه به تولید تجاری شربت از شیره افرا برگ بزرگ محدود بوده است.  اگرچه به طور سنتی برای تولید شربت استفاده نمی شود، اما برای تولید ۱ حجم شربت افرا حدود ۴۰ حجم شیره مصرف می شود.
جوانه های درخت نیز خوراکی محسوب می شوند.  آنها اغلب سرخ می شوند و به صورت سرخ کردنی در می آیند.

### الوار
افرای برگ بزرگ تنها افرای مهم تجاری منطقه ساحل اقیانوس آرام است. 
چوب عمدتاً در تولید روکش مبلمان استفاده می شود، اما همچنین در تولید آلات موسیقی (از جمله قاب های پیانو)، پوشش داخلی و سایر محصولات چوب سخت استفاده می شود. چوب قلب به رنگ قرمز مایل به قهوه ای روشن، دانه ریز، نسبتاً سنگین و نسبتاً مقاوم است.  گاهی یک شکل لحافی را نشان می دهد.
در کالیفرنیا، مدیران زمین ارزش چندانی برای افراهای برگ بزرگ قائل نیستند و آنها اغلب عمداً در هنگام برداشت درختان صنوبر داگلاس و درختان سرخ چوب به طور عمدی از بین می روند و بدون برداشت رها می شوند. 

### گالری

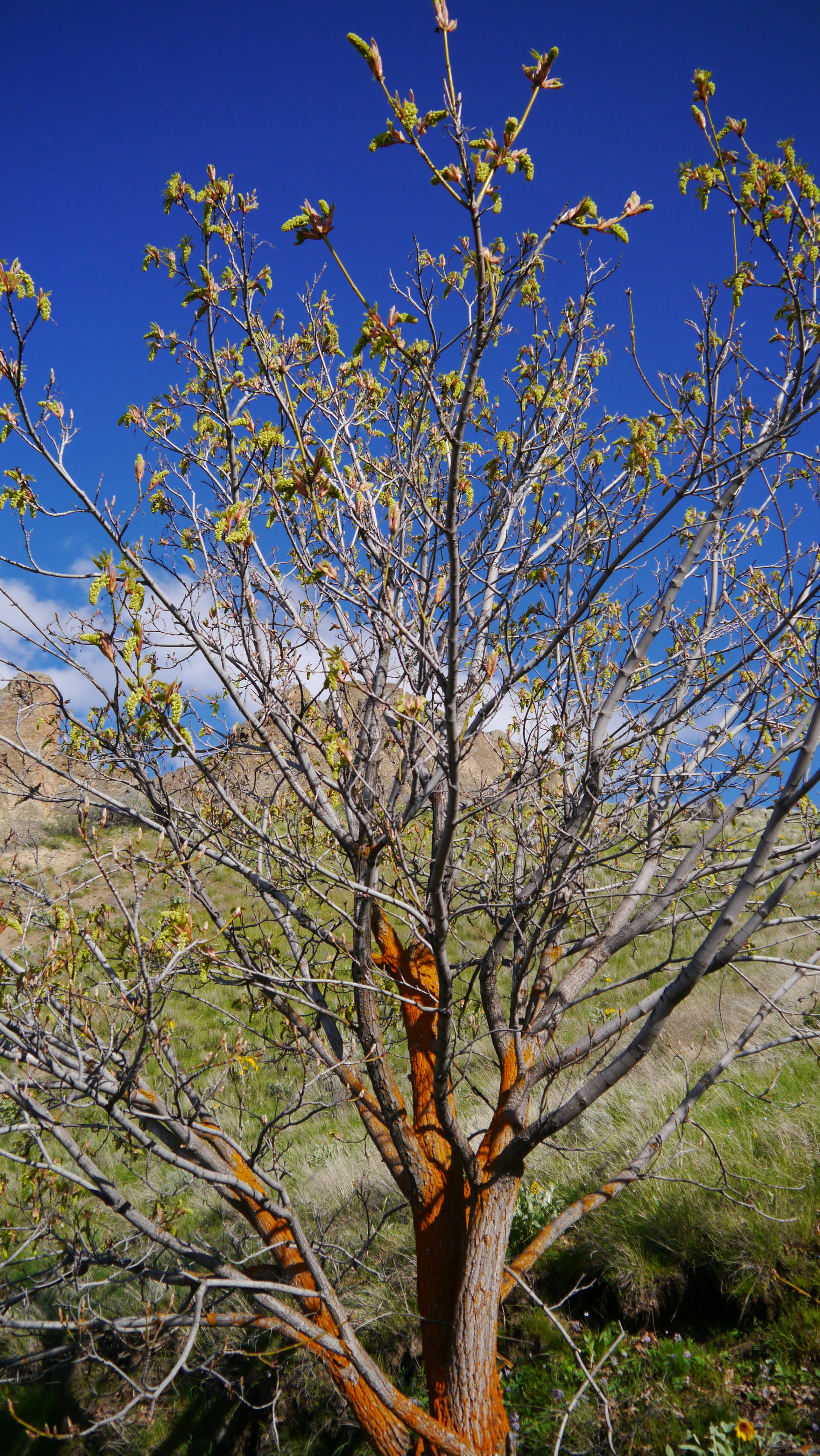
Acer macrophyllum در اوایل بهار
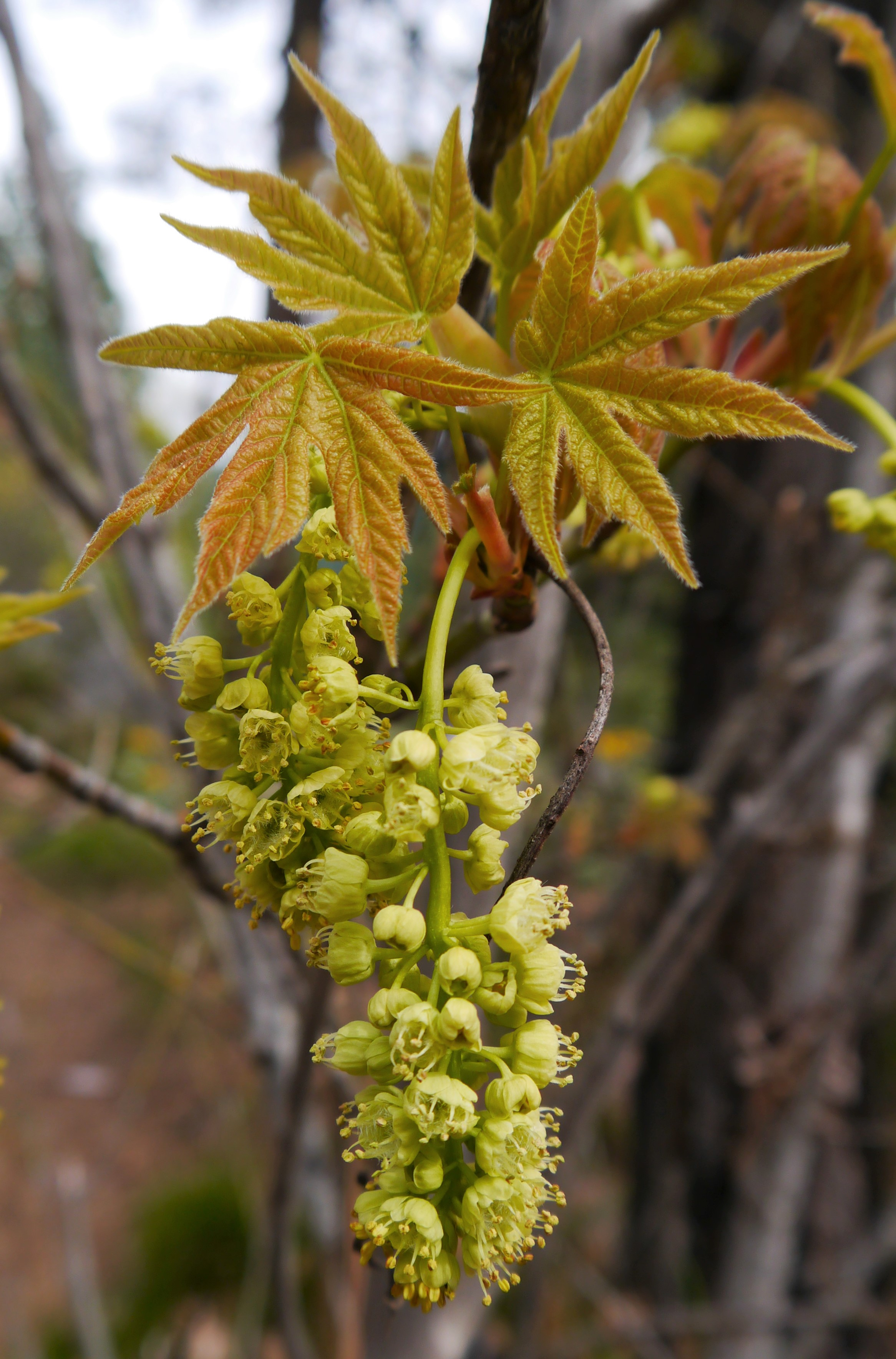
گلهای زرد مایل به سبز به طول ۱۰–۱۵-سانتیمتر (۴–۶-اینچ) با رشد برگها در بهار ظاهر می شوند.
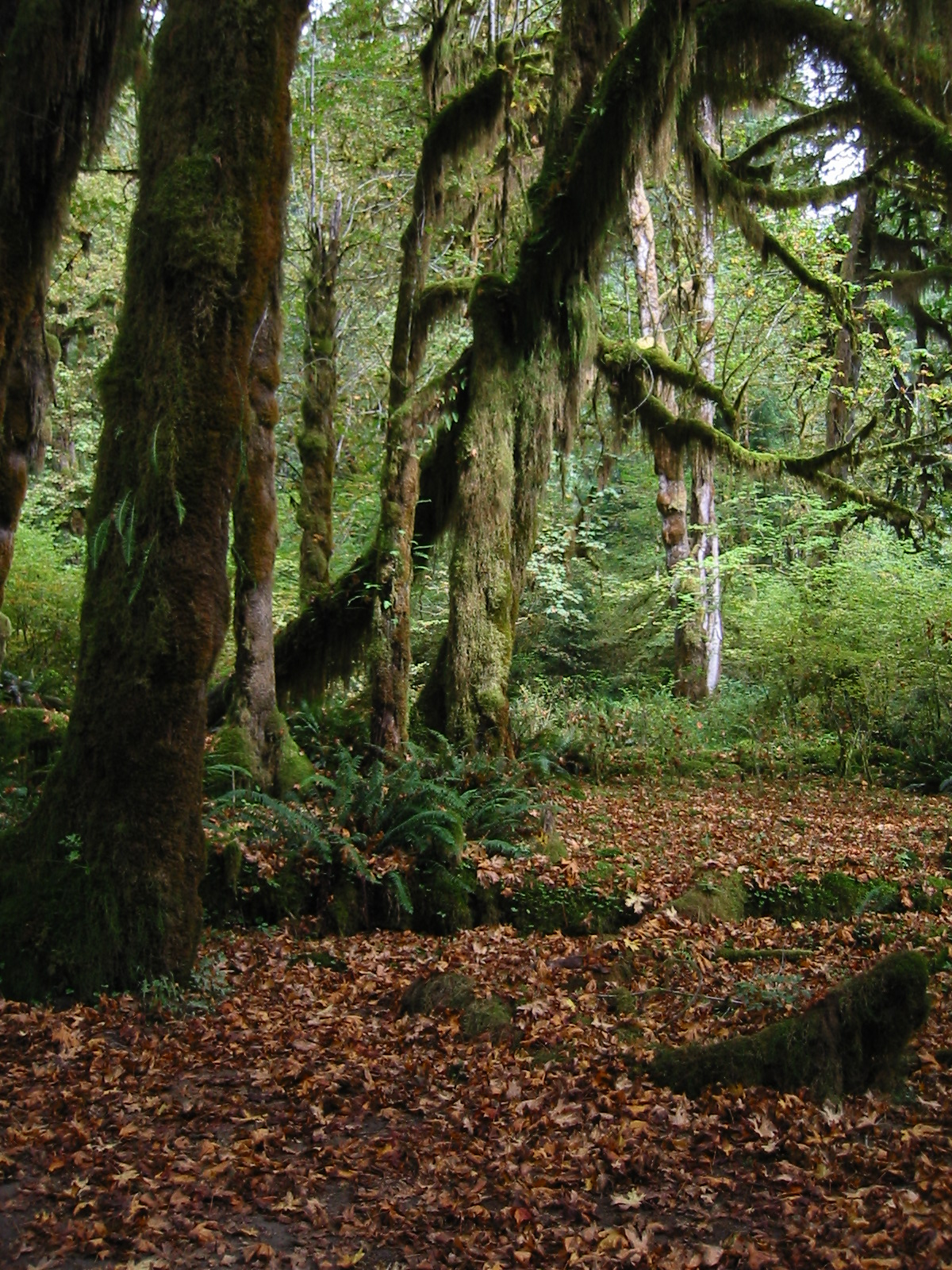
خزه و سرخس شیرین بیان روی افرای بیگلیف در جنگل بارانی هوه در پارک ملی المپیک واشینگتن
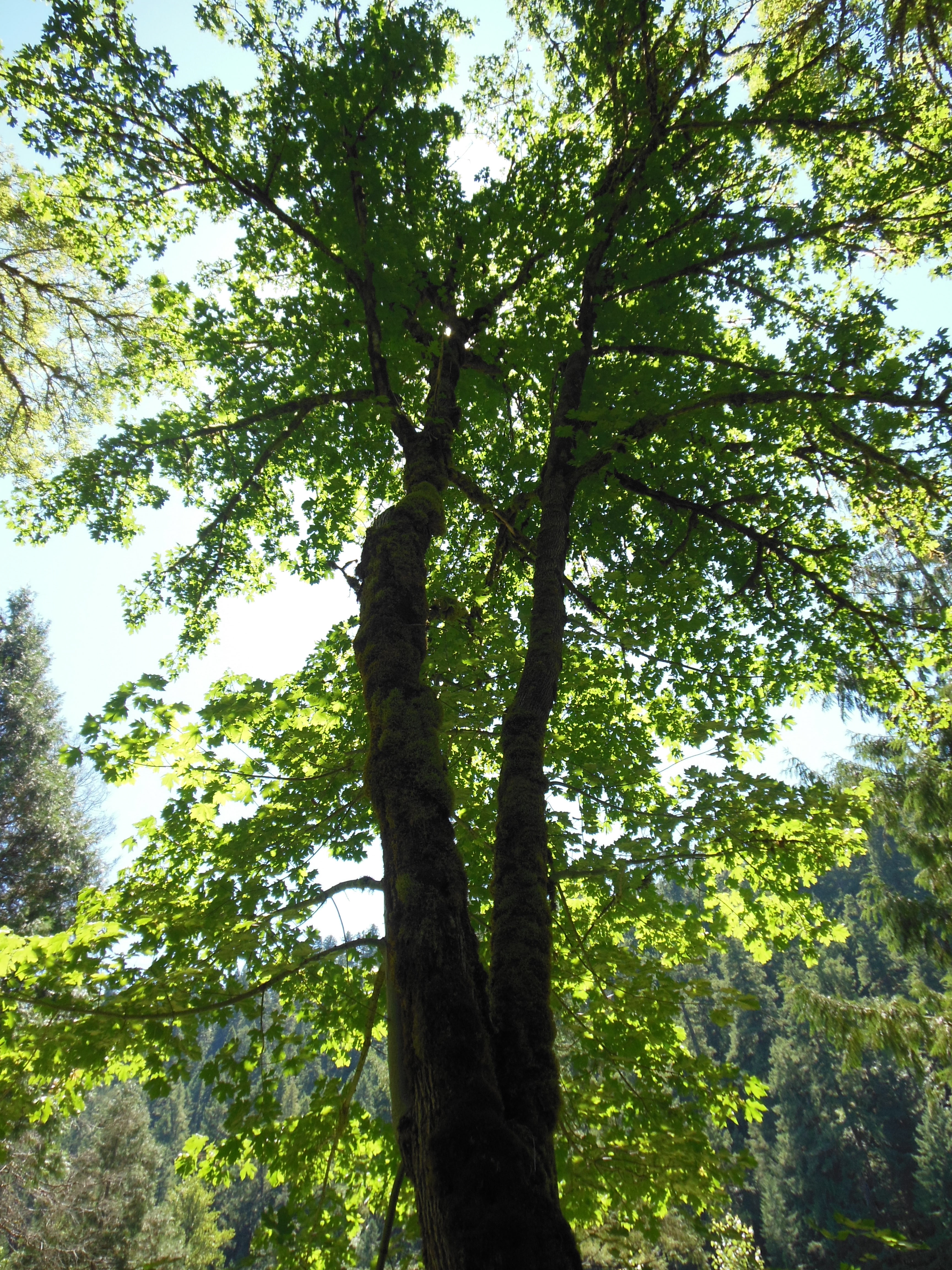
افرای برگ بزرگ در دره رودخانه مک کنزی در غرب اورگان
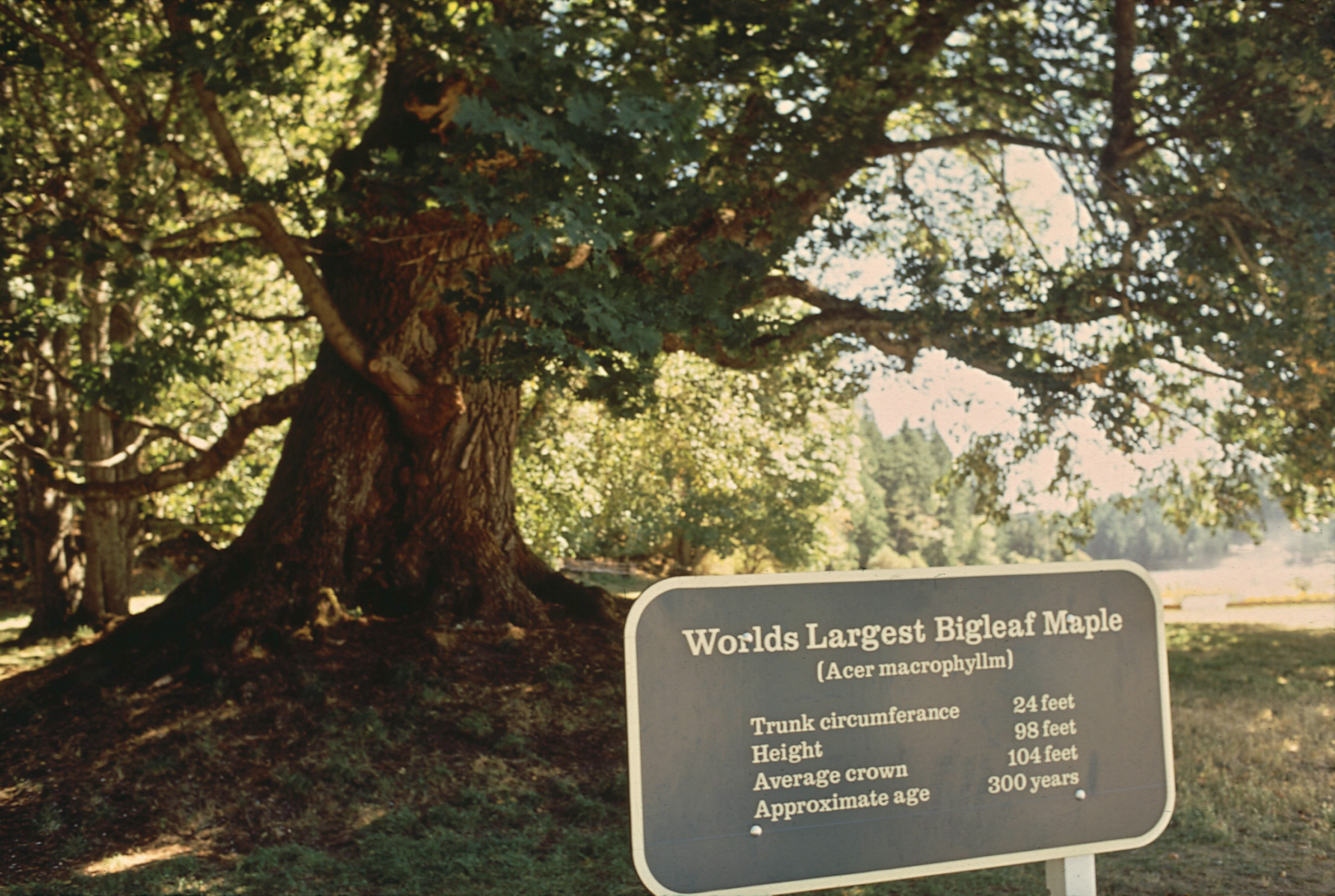
"بزرگترین افرا برگ بزرگ جهان" در اردوگاه انگلیسی در جزیره سن خوان، واشینگتن
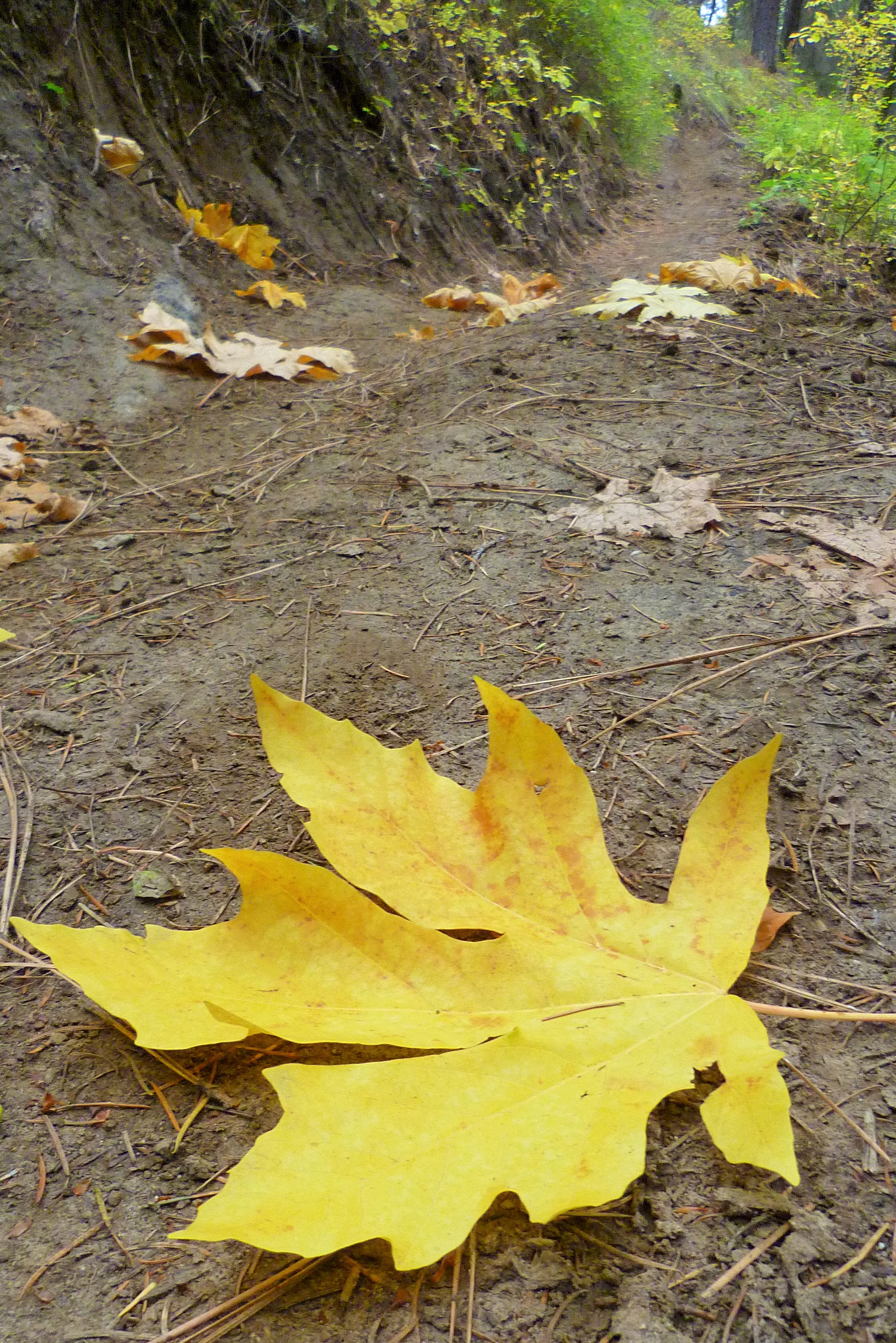
برگ های Acer macrophyllum در پاییز در نزدیکی کشمیر، واشینگتن